# Martin Pfister
Pour les articles homonymes, voir Pfister.
Martin Pfister, né le 31 juillet 1963  à Zoug (originaire de Waldkirch (Saint-Gall)), est une personnalité politique suisse, membre du Centre.
Conseiller d'État du canton de Zoug à partir de février 2016, où il dirige le département de la santé, il est élu au Conseil fédéral le 12 mars 2025, où il reprend à partir du 1er avril 2025 le Département fédéral de la défense, de la protection de la population et des sports.

## Biographie
Martin Pfister naît le 31 juillet 1963 à Zoug. Il est originaire de Waldkirch, dans le canton de Saint-Gall.
Il grandit à Zoug ou à Allenwinden, village de la commune de Baar, dans le canton de Zoug. 
Il fait des études d'histoire et d'allemand à l'Université de Fribourg. Après avoir obtenu une licence en 1996, il travaille jusqu'en 2000 comme collaborateur scientifique rattaché à la chaire d'histoire contemporaine détenue par Urs Altermatt,. Il occupe ensuite, de 2001 à 2016, divers postes de direction au sein d'associations et organisations et cofonde à Zoug une agence spécialisée dans la gestion d'associations et organisations. 
Il a le grade de colonel à l'armée et a commandé l'aide en cas de catastrophe dans une zone s'étendant sur plusieurs cantons de Suisse centrale, dans les Grisons et au Tessin.
Marié à une ressortissante brésilienne et père de quatre enfants (dont deux qu'avait déjà sa femme), il habite le village d'Allenwinden dans la commune de Baar (ZG).

## Parcours politique
Il siège de 2006 à février 2016 au Conseil cantonal de Zoug, où il dirige le groupe démocrate-chrétien de 2009 à 2012. Il préside par ailleurs la section locale de Baar du Parti démocrate-chrétien de 2005 à 2012, puis le parti cantonal de 2012 à 2016.
Candidat malheureux au Conseil d'État du canton de Zoug lors des élections ordinaires d'octobre 2014 (il atteint la majorité absolue avec 12 353 voix, mais obtient 206 voix de moins que la septième et dernière élue, la conseillère d'État sortante de l'Alternative verte zougoise Manuela Weichelt), il est élu le 17 janvier 2016, lors d'une élection complémentaire, audit gouvernement, s'imposant au premier tour (majorité absolue) par 17 844 voix contre 8540 pour son adversaire socialiste. Il succède à partir de février 2016 au démocrate-chrétien Peter Hegglin. Il est réélu en octobre 2018 et en octobre 2022, les deux fois avec le meilleur score de l'ensemble des candidats. Il préside le collège en 2021 et 2022. 
Son parti cantonal annonce le 3 février 2025 qu'il se porte candidat à la succession de Viola Amherd au Conseil fédéral. Il est élu par l'Assemblée fédérale le 12 mars, au second tour de scrutin avec 134 voix (contre 110 à Markus Ritter). Il reprend comme prévu le Département fédéral de la défense, de la protection de la population et des sports.

## Positionnement politique
Il fait partie de l'aile conservatrice de son parti.